# Chiesa di San Martino (Abbadia Lariana)
La chiesa di San Martino si trova nella frazione di Borbino del comune di Abbadia Lariana in posizione isolata sul tracciato del Sentiero del Viandante. La chiesa viene citata per la prima volta nel XIII secolo e quindi è probabile una sua costruzione in quel periodo.

## Storia
Il sentiero su cui viene fondata la chiesa è lo stesso su cui sorgeva un cimitero pagano, questo è certificato dal ritrovamento alla fine degli anni '90 di una lapide cimiteriale del III-IV secolo d.C.